# Salammbô (opera)
Salammbô (ryska: Саламбо) är en rysk opera i fyra akter med musik och libretto av Modest Musorgskij. Texten bygger på Gustave Flauberts roman Salammbô (1862).
Efter att ha genomgått flera psykiska kriser läste Musorgskij 1863 Flauberts Salammbô och började utarbeta ett libretto på detta stoff, men projektet kom aldrig att fullföljas. Musorgskij arbetade på operan från 1863 till 1866. Sex scener från de fyra akterna har överlevt varav tre är orkestrerade. Dessa fragment verkade också som bakgrundsmaterial till vissa passager i Musorgskijs senare opera Boris Godunov.
Den ungerske dirigenten Zoltán Peskó orkestrerade alla sex scener och denna version hade premiär på Teatro di San Carlo i Neapel den 29 mars 1983.